# Henriette Méric-Lalande
Henriette Clémence Méric-Lalande est une soprano lyrique française, née le 4 novembre 1799 à Dunkerque et morte le 4 septembre 1867 à Chantilly. Elle est considérée comme l'une des plus grandes sopranos du début du XIXe siècle. 

## Biographie
Fille et élève du chef d'orchestre Jean Auguste Lamiraux dit Lalande, elle fait ses débuts sur scène à Nantes en 1814. Elle se fait remarquer à Paris par Castil-Blaze, qui la présente à Manuel Garcia en 1823. Elle se rend ensuite à Milan pour poursuivre ses études avec Bonfichi et Banderali. Entre 1823 et 1824, elle chante à la Fenice de Venise, où elle crée le rôle de Palmide dans Il crociato in Egitto de Giacomo Meyerbeer.
En 1826, elle crée le rôle-titre dans un opéra de Vincenzo Bellini intitulé Bianca e Fernando, au Teatro San Carlo de Naples. En 1827, elle chante à la Scala le rôle d'Imogene dans Il pirata  et celui d'Alaide dans La straniera en 1829, tous deux écrits pour elle par Vicenzo Bellini. La même année, elle tient le rôle-titre de Zaira à Parme. Toujours à la Scala, elle est également la créatrice du rôle-titre de Lucrezia Borgia, un opéra de Gaetano Donizetti, en décembre 1833. Elle est également apparue au Théâtre italien de Paris en 1828 et à Londres en 1830. 
Chanteuse virtuose accomplie, elle s'illustre également dans les opéras de Rossini comme La donna del lago, Moïse et Pharaon et Semiramide. Elle quitte la scène en 1838 avec le rôle d'Elisabetta dans Roberto Devereux de Donizetti. 
Selon le critique musical Chorley, Méric-Lalande commença à avoir des problèmes vocaux à partir de 1829, quand on remarqua qu'elle produisait un lent vibrato. Grâce à son tempérament très spectaculaire, elle parvint néanmoins à le dissimuler dans une certaine mesure. 
Après son mariage avec le corniste Jules Proper Méric, elle ajouta son nom au sien.

## Sources
- Roland Mancini et Jean-Jacques Rouveroux, Le Guide de l'opéra, Fayard, 1986  (ISBN 2-213-01563-5)
- Registres état civil de Dunkerque, Lille et Chantilly